# Кулька (молюск)
Кулька, або сферіум (Sphaerium) — рід дрібних двостулкових молюсків з округлою черепашкою 2,5 см завдовжки. Їхній спосіб живлення подібний до скойок. Розмножуються кульки живонародженням. Яйця розвиваються у них в особливих виводкових камерах, які утворюються на внутрішніх зябрах; внаслідок цього з материнської черепашки виходять молоді кульки з усіма, притаманними дорослим, органами. Кількість їх зазвичай не перевищує десяти особин.

## Види
- Підрід Sphaerium Scopoli, 1777
  - Sphaerium corneum (Linnaeus, 1758)
- Підрід Nucleocyclas Alimov & Starobogatov, 1968
  - Sphaerium nucleus (Studer, 1820)
  - Sphaerium ovale (A. Férussac, 1807)
- Підрід Parasphaerium Alimov & Starobogatov, 1968
  - Sphaerium nitidum Clessin, 1876
- Підрід Amesoda Rafinesque, 1820
  - Sphaerium rivicola (Lamarck, 1818)
- Підрід Cyrenastrum Bourguignat, 1854
  - Sphaerium solidum (Normand, 1844)
- Без підродів
  - Sphaerium asiaticum (Martens, 1864)
  - Sphaerium bequaerti (Dautzenberg & Germain, 1914)[2]
  - Sphaerium cornuta
  - Sphaerium novaezelandiae Deshayes, 1854
  - Sphaerium stuhlmanni Martens, 1897[3]